# Taraclia (Plopi), Cantemir
Taraclia este un sat din comuna Plopi din raionul Cantemir, Republica Moldova.
Distanța directă până la Cantemir este de 6 km, iar până la Chișinău 105 km.

## Demografie

### Structura etnică
Structura etnică a localității conform recensământului populației din 2004:
| Grup etnic                    | Populație | % Procentaj |
| ----------------------------- | --------- | ----------- |
| Bulgari                       | 218       | 63,74%      |
| Băștinași declarați Moldoveni | 100       | 29,24%      |
| Ucraineni                     | 14        | 4,09%       |
| Ruși                          | 9         | 2,63%       |
| Găgăuzi                       | 1         | 0,29%       |
| Total                         | 342       |             |